# On a Pedestal
On a Pedestal är en EP av det svenska bandet Adhesive, släppt 1996 på Ampersand Records.

## Låtlista[1]
1. "On a Pedestal"
2. "All for Nothing"
3. "The Crowd" (Operation Ivy)
4. "Run to the Hills" (Steve Harris)